# Jackie Henderson
John "Jackie" Gillespie Henderson (født 17. januar 1932, død 26. januar 2005) var en skotsk fodboldspiller (angriber).
På klubplan tilbragte Henderson hele sin karriere i England, hvor han blandt andet repræsenterede Portsmouth, Arsenal og Fulham. Her var han i 1965 med til at sikre klubben dets hidtil eneste skotske mesterskab nogensinde.
Henderson spillede desuden syv kampe for Skotlands landshold, som han debuterede for 6. maj 1953 i en venskabskamp på hjemmebane mod Sverige.